# 내사 (심리학)
내사(內射, 혹은 내적투사, 투입, introjection)는 한 주체가 주위 환경이나 다른 주체의 행동, 속성, 파편 등을 복제하는 과정이다. 아이와 아이의 심리적 욕구를 제공해줄 성인간의 충분한 심리적 접촉이 없을 경우에 자기안정 방어기제(self-stabilizing defense mechanism)로서 사용된다. 자기 상실(loss of self)의 대가를 치루면서 관계 유지라는 환상을 제공한다. 유사한 개념으로는 동일시(identification), 체내화(incorporation), 내면화(혹은 내재화, internalization)가 있다. 예를 들어, 친구의 말버릇이나 행동을 그대로 따라하는 경우가 있다. 투사(projection)는 내사의 초기단계로 설명되어 왔다.

## 토록과 페렌치
산도르 페렌치(Sándor Ferenczi)의 에세이 『내사의 의미(The Meaning of Introjection)』(1912)에서 사용된 것처럼 마리아 토록(Maria Torok)이 이 용어를 즐겨 사용함으로써, 용어의 의미가 새롭게 도전받았다. 이 맥락 속에서 내사는 억압을 가하여 자신의 본 기질 내에 외물(external objects)을 포함하는 방식으로 자아(the ego)를 확장하는 자기성애적(autoerotic) 흥미가 확장되는 것이다. 토록은 1968년 에세이『애도의 병증과 우아한 시체 판타지(The Illness of Mourning and the Fantasy of the Exquisite Corpse)』에서 의미를 방어하였다. 여기서 토록은 지그문트 프로이트(Sigmund Freud)와 멜라니 클라인(Melanie Klein)이 내사를 체내화와 혼용하고 있으며 페렌치의 정의는 분석가들에게 중요해졌다고 말하고 있다. 토록은 애도가 잘못된 경우, '내사 과정의 무기력(점진적이고 느리며 꾸준하고 간접적이고 효과적인)'은 '체내화가 유일한 선택 즉 판타스마틱(fantasmatic), 비간접적(unmediated), 즉각적(instantaneous), 마술적(magical), 가끔은 환각을 초래하는(hallucinatory)... (체내화의) 수수께끼 효과(crypt effects)'라고 하였다. 프로이트는, 자아(the ego)와 초자아(the superego)는 외부의 행동 패턴들을 주체의 인격으로 내사하는 것을 통하여 형성된다고 하였다. 특히 프로이트는 중요한 행위주체(critical agency) 혹은 초자아는 내사라는 용어로 설명될 수 있으며, 초자아는 부모나 다른 권위자로부터 유래한 것이라고 주장하였다. 이렇게 받은 행동 패턴들은 반드시 있는 그대로 재생산되지는 않으며, 체내화나 내사를 거친 버전을 형성한다고 하였다.

## 같이 보기
- 낙인 이론